# Тасос
Та̀сос (на гръцки: Θάσος; на турски: Taşöz) е остров в северната част на Бяло море, близо до брега на географската област Македония, при устието на река Места. В административно отношение е община в регион Източна Македония и Тракия. Главен град е Тасос, наричан често Лименас (тоест Пристанище). Второто по големина селище е Лименария. С площ от 380,1 km², това е дванадесетият най-голям остров в Гърция.

## География
Остров Тасос е разположен в северната част на Бяло море, на 24 km югоизточно от град Кавала. Той е най-северният гръцки остров в Бяло море на 6,7 km от нос Керамоти, недалеч от устието на река Места. Смята се, че Тасос с планините си е част от Рило-Родопски масив и е разположен в близост до неговите най-южни разклонения. Заема площ от 392 km² и е дем в област Централна Македония. 80% от площта на острова е покрита с гори от бор, ела, дъб, чинар, лавър, див кестен и мирта. По крайбрежието са засадени маслини, орехи, бадеми, черници и лозя. Островът е изграден предимно от гнайси, транити, шисти и мрамори. Наблюдаван отдалече наподобява висока и масивна, попаднала в морето част от планина с алпийски силует. Най-високата му точка е връх Ипсарио (1203 m). Други върхове са Тумба (1123 m), Профитис Илияс (1108 m), Каменос Врахос (1078 m), Дио Кефалес (1030 m), Чутула (857 m), Трикорфо (810 m), Фанос (744 m), Агиу Димитриу (705 m), Метаморфоси (473 m). Планината на острова е покрита с гори от средиземноморски калабрийски бор, а по-ниско по склоновете и в подножието – от кипарис, кедър, чинар (платан), ела, липа, дрян, сладък и див кестен, паламудов дъб, ягодово дърво (кумарка) с яркоцветни вкусни плодове, и вечнозелени храсти. Тесните крайбрежни низини са заети от маслинови градини, а по бреговете растат смокини, нарове, праскови, лозя, олеандри. Дължината на бреговата линия е около 100 km.
Основното земеделие на острова е добив на пчелен мед, зехтин, вино, отглеждане на овце и домашни кози, риболов. Друг поминък е добивът на дървесина и туризмът – морски, планински, културен и еко туризъм вкл. наблюдение на птици /бърдуочинг/. На острова се добиват оловно-цинкова и полиметална руда и мрамор, а в миналото и желязо, злато и сребро.
Климатът на Тасос е мек, прохладен през лятото и мек през зимата. Хипократ, който в продължение на три години е живял на острова в V век пр.н.е., в книгата „Епидемии“ посочва, че в Тасос „обикновено зимата изглежда като пролет.“ Средната годишна температура е 17,2 °C, а средната лятна температура (юли) е 23,4 °C.
Островът е с почти кръгла форма и е заобиколен от малки острови: Тасопула на север, с големина 0,7 km² в района между Тасос и континента; Кинира на изток и Панагия на юг, с площ всеки от около 0,4 km² и надморска височина до 100 m. Малките околни острови до него са Грамвуса, Фурни и Диапори на изток и Пелагос на юг. Най-големите съседни острови в Бяло море разположени на югоизток са Самотраки– на 58 km, Лемнос– на 73 km и Гьокчеада (Имброс) – на 91 km, а на 42 km на югозапад е полуостров Света гора (Атон).

## Дем Тасос
Според преброяването от 2001 година Тасос има 13 765 постоянни жители.
- Демова секция Тасос

- град Тасос (Λιμένας Θάσου)
- село Глифада (Γλυφάδα)
- село Макриамос (Μακρυάμμος)

- Демова секция Теологос

- село Теологос (Θεολόγος)
- село Алики (Αλυκή)
- село Астрида (Αστρίδα)
- село Тимония (Θυμωνιά)
- остров Кинира (Κοίνυρα)
- село Кинира (Κοίνυρα)
- манастир „Свети Архангел Михаил“ (Μονή Αρχαγγέλου)
- село Палеохори (Παλαιοχώρι)
- село Потос (Ποτός)

- Демова секция Калирахи

- село Калирахи (Καλλιράχη)
- село Скала Калирахис (Σκάλα Καλλιράχης)

- Демова секция Лименария

- село Лименария (Λιμενάρια)
- село Кастро (Κάστρο)

- Демова секция Мариес

- село Мариес (Μαριές)
- село Скала Марион (Σκάλα Μαριών)

- Демова секция Панагия

- село Панагия (Παναγία)
- село Хриси Амудия (Χρυσή Αμμουδιά)

- Демова секция Потамия

- село Потамия (Ποταμιά)
- село Левки (Λεύκη)

- Демова секция Принос

- село Принос (Πρίνος, Καλύβες)
- село Мегалос Принос (Μεγάλος Πρίνος)
- село Микрос Принос (Μικρός Πρίνος)
- манастир „Свети Пантелеймон“ (Μονή Αγίου Παντελεήμονος)
- село Ормос Прину (Όρμος Πρίνου)

- Демова секция Рахони

- село Рахони (Ραχώνι, старо Вулгаро)
- село Агиос Георгиос (Άγιος Γεώργιος)
- село Скала Рахониу (Σκάλα Ραχωνίου)

- Демова секция Сотирас

- село Скала Сотирос (Σκάλα Σωτήρος)
- село Сотирас (Σωτήρας)

## Население
| Година | Население | Промяна    | Градско население | Промяна |
| ------ | --------- | ---------- | ----------------- | ------- |
| 1941   | 13 500    | –          | –                 | –       |
| 1981   | 2312      | –          | –                 | –       |
| 1991   | 2600      | 288/12,46% | –                 | –       |
| 2001   | 13 765    | –          | –                 | –       |

На остров Тасос има здравен център в Принос, обозначен с указателни табели с червен кръст и надпис на латиница.
Аптеки има в Лименас, Скала Калирахис, Принос, Лименария, Потос и Панагия. В много от градовете има и частни лекари.

## История
В хилядолетната си история Тасос е познат и като Идонис, Аерия, Етрия, Хрис, Фазос и пр. Тук са господствали и са водили битки през изминалите десетки векове траки, финикийци, елини, атиняни и спартанци, гърци, македонци, римляни, понтийци, немски племена като вандалите, византийци, авари, сарацини, славяни, българи, викинги-нормани, кръстоносци, генуезци, венецианци, турци, руснаци, албанци, египтяни, пак турци, гърци, българи и пак гърци.

### Праистория и прототракийска епоха
В старокаменната епоха, когато поради ледниците морското ниво е било значително по-ниско, Тасос е полуостровна част от материка. Западният бряг на полуострова започвал от естествено пристанище, на около десетина километра южно от днешния Кавала, продължавал на юг и се присъединявал към настоящия остров при Скала Мариес. Източният бряг, започвайки от най-южните носове и днешните реки, е продължавал на север североизток. Наличието в късния палеолит на хора в плодородната древна Тракия тук е засвидетелствано и прави аналогия с други археологически находки от Гюмюрджина, Драма и навътре в материка – по долините на Струма, Места Марица и пр. В палеолита населението се е прехранвало с лов, риболов и събиране на плодове. Островът е бил по това време около 10 000 – 5000 г. пр.н.е. в рамките на континенталния шелф на северното беломорско крайбрежие като все още свързан със сушата полуостров. Намерени са древни останки от присъствие на хора и животни в долина в южната част на остров Тасос, на разстояние от около 15 km от Скала Мариес. На остров Тасос в 1956 г. от немския геолог д-р Херман Юнг в местността Tzines са открити най-старите подземните мини в Европа. Това е потвърдено и с по-късните теренни проучвания на немския институт Макс Планк, Бохумския минен исторически интитут и местни учени. В тези праисторически мини и кариери съществували в района на Марволакас се е добивала ценната червена охра и са намерени заедно с фосилизирани кости и оръдия от късния палеолит. При Tzines естествените пещери са се използвали и за живеене. Впоследствие същият район и много места на острова се разработват за производствени добиви и затова много от древните следите са заличени. Важни са находките на стотици инструменти от рога на тур и зубри, бележещи присъствието на праисторическия вид говеда Bos Taurus primigenius, което също доказва, че островът е бил свързан със сушата. Също са намерени рога на антилопа Saiga tatarica от 10 хилядолетие пр.н.е., тъй като този вид антилопа изоставя преди 13 хил. години южните райони и мигрира в евразийските степи, когато ледниците започват да се топят.
В новокаменната епоха и през камено-медната епоха се наблюдава създаване на селища, като хората се започват отглеждането на животни и различни култури. Тези селища се строят с камък и/или дървени материали, като се използват още непечена и печена глина и кирпич. Изработват се грънчарски изделия – съдове за ежедневна употреба и за съхранение на хранителни продукти. Най-старото селище на остров Тасос е открито в 1986 г. и разкопано през 1993 – 1994. Намира се в югозападната част на острова, западно от селото Лименария. Праисторическото селище е разположено в югозападния край на града в близост до плажа. То датира от 6 хилядолетие преди Христа и представя типичните за Тракия неолитни конструкции. Разкопките откриват коловете на основи, стени остатъци, камъни ограждащи и настилащи вътрешен двор, огнища, жилищни домове с ями за съхранение на хранителни продукти и керамика, придружени с много и различни предмети, има праисторическо гробище. По-нагоре по хълма и в близост до върха му, има останки от заселвания от бронзовата епоха, които са разучени през 1995 – 1996 г. Прототракийските жителите на праисторическите селища, са използвали минните за глина и червена охра отворени в късната старокаменна епоха като в новокаменната работата продължава и в галерията означавана като T1 (тунел 1) се работи помощта на инструменти от рога. В един момент по-нагоре е друга подземна каменоломна, която използва инструменти на кремък. Намерени са и други подземни рудници в секции T3 и T6. Най-старите от тези ями, датират ранната неолитна епоха ок. 6400 г. пр.н.е., като по-късните са от мезолита път ок. 5 хилядолетие пр.н.е.
На 5 km североизточно от крайбрежния град Потос, на внушителното плато е открит през 1969 година и в 1992 г. проучен и е описан с участието на международни експерти прототракийски акропол. Това са останки от праисторическо селище с неговите некрополи: Кендрия , Циганадика и Врисудис, на север Ларнаки и гробниците Манталуди близо до Теологос. Това селище е съществувало от средата до края на неолита. Двете му основни заселвания са в края на бронзовата епоха и в края на желязната епоха (XIII и VII век пр.н.е.). И в двата основни периода всяка миграция на населението се извършва във вътрешността на острова в XI и в X век пр.н.е. Построените са през това време в Кастро първо овални и апсидиарни планово постройки, а сред това правоъгълни къщи с каменни основи. Това показва явни различия от егейските модели. Въз основа на изследвани повече от 60 гробници, гробни камери и места е изяснен характерът и различните етапи на заселване и структура на населението. Според архитектурните и строителни материали, кости, оръжия и инструменти, земеделие, животновъдство, добив на метали, преработка и бижута, социалните и икономическите му структури, културата на острова се определя като на северния континент. Поречията на реките Струма, Места и Марица са важни търговски връзки с вътрешността на Тракия, централна и източна Македония и Беломорието. В ранната фаза, както и в земите на север и в Беломорието, където, както и на близкия остров Самос тракийски (Самотраки), доминират пеласгите, материалната култура, населението не е откъснато от микенското влияние, доколкото може да се съди по изкопаната керамика. Налице е, както и в други части на Тракия, типична драскано украсена (подобно на микенската) местно направена керамика, някоя от които със спираловидни орнаменти. В късната желязна епоха фаза връзката към Микена изчезва почти напълно, преди най-накрая от населението на Кастро да я изоставя.
Също така при селото Сотирос е открито селище от бронзова епоха с добре запазени стени. Селището е зарито, а стените са пренесени и се съхраняват в Археологическия музей в Тасос, вторично използване имат вероятно за погребални монолити някои от тях с изобразени релефно фигури на воини и други форми.

### Aнтичност
Тасос плътно е населен от траките около 2000 г. пр.н.е., което се потвърждава и от намерената там характерна за тях древна керамика. С монетите, сечени в края на VI в. пр.н.е., е известно тракийското племе на ореските, чиято локализация се базира на нумизматичните връзки с ранното монетосечене на остров Тасос.
Траките първи започнали да развиват земеделието, да добиват мрамор и злато. Около 400 години по-късно към 1600 г. пр.н.е. се появяват финикийци почитащи Мелкарт, основали своя колония привлечени от златните залежи на острова, а над 1300 години след траките в средата на VII век пр.н.е. идват гърци – към 650 г. пр.н.е., те са колонисти от Парос водени от Telesikles и се установяват в северната част сред тукашното тракийско население или първо най-вероятно при днешното с. Солници (Алики) където има запазени останки на храм от VII век пр.н.е. Състоянието на пришълците е красноречиво описано от гръцкия войн поет Архилох, опитвал се да основе колония на Тасос: Цялата нищета на Гърция се събра с нас към Тасос; Опасностите на морето, потънали кораби; но стигнахме, това е обетованата земя. Чака ни живот в борбата с кучетата на Тракия за придобиването на земя. Явно осъзнали, че една конфронтация на малочислените колонисти с многобройните маси войнствени местни траки би била самоубийствена, те подобно на практиката в черноморските колонии разумно изоставят агресията и установяват с тях добро сътрудничество, което се разпростира и на близкия беломорски континентален бряг.
През VI век пр.н.е. заселници от остров Тасос основават Неаполис (дн. Кавала), през V век пр.н.е. Неаполис става единствената колония на островитяните от Тасос, която успява да извоюва своята независимост. Тасос основава и други колонии като Галепсос разположен в югозападния край на полуостров Ситония, част от Халкидическия полуостров, както и колониите му в т.нар. Тасоска Переа (Περαία) – владяната от острова територия на материка, където контролира богатите сребърни и златни мини в планината Кушница (Пангей), най-голямата от които е споменатия Неаполис в центъра най-източна е Stryme на западния бряг на Търнавския залив и делтата на река Търнава (Лисе) на границата с Месемврия, следват още 9 селища от Pistros край Места до Phargis при устието на Струма.
Взаимодействието и тук с траките, известни като най-добри рудари в античността, е пълно – те са ангажирани в търговията, селското и горското стопанство и в минното дело. В 362 г. пр.н.е. тасосци водени от Калистрат се заселват в тракийското селище Датон на 15 километра северно от град Кавала, прекръстват го на Кинидес (Извори) и го възгигат в своя колония, станала по-късно известният античен град Филипи, където в от времето на хан Пресиян, документиращ присъединяването на тези земи към България през 837 година.
Богатите на благородни и други метали мини на острова, както и на материка, добивания първокласен мрамор станал търсен в целия древен свят, лозарството, големите дървесни ресурси на острова, които издигат в голям мащаб корабостроенето, търговията и разширения износ стават солидна икономическа основа за просперитета и го превръщат в голяма търговска и морска сила. През последните десетилетия на VI век пр.н.е. Започва и монетосеченето. По всяка вероятност в двата основни монетни дворове на острова и в Переята в Неапол. Към 540 г. пр.н.е. островитияните успяват да изгонят тиранина Симах и в полиса е установена демокрация. 
В края на VI век пр.н.е., в разцвета на металните мини в Тасос, годишното производство на благородния метал добивано на самия остров и в контролираното крайбрежие на материка е 200 таланта. Монетните дворове са може би най-старият град на остров Тасос, в Неапол (Кавала) и в различни малки градове-колонии на Тасос като Dato, на Oisymi т.н, което очевидно го определя като един от на-значимите и стари монетни дворове в Тракия. През последните 100 години при разкопки на Атинския френски колеж са открити над 10 000 монети, сечени на остров Тасос, което показва значението на тракийския остров. Предната част от най-старите монети на Тасос украсяват обекти, свързани с характергия за траките култ към Дионис. Най-разпространените представят Силен и вакханка. Обратната страна показва свастика под формата на четирикрила мелница или има русалка. Сребърни монети на Тасос са широко разпространени в днешните български земи намерени в днешния гр. Трън и врачанското с. Търнава, село Ваксево кюстендилско, пловдивското с. Катуница, Браниполе, светилището Хисаря, та чак до Египет и Сирия, а продукти от области като Коринт и Йония могат да бъдат открити още през последната третина на 7 в. пр.н.е. Градът на Тасос, голям и гъсто населен, е укрепен от началото на V век пр.н.е. с крепостната стена, при изработката на която е използван мрамор. Износът му на вино стига не само до Долината на тракийските владетели, а от африканския бряг до този на Черно море чак до дн. гр. Измаил при делтата на Дунав и по на север.
Бащата на историята Херодот живее известно време на Тасос в края на V век пр.н.е. и съобщава мита за произхода на името му. Финикийският княз Тасос, тръгнал с брат си Кадъм по поръка на баща си да търси отвлечената си от Зевс сестра Европа със заръката да не се връща без нея. Отзовал се след дълги безуспешни скиталчества на изумрудения остров, пленен от него и страхувайки се от бащиния гняв той се заселва тук с хората си и основава финикийското поселище, а Кадъм построил Тива. Други митове разказват, че именно Тасос е острова на сирените описан в пътешествието на Одисей, чиито пленителни песни погубвали моряците и единствен Орфей успял да ги чуе без да загине. Местните свързват с тях малкото и миниатюрно скално езеро с морска вода до с. Алики. Трета легенда, за който съобщава Аристотел е, че точно на остров Тасос Дионис разкрил на хората тайната на виното и там то се правело най-хубаво, като се добавяла смола от тукашните средиземнорорски борове пиния в амфорите. Факт е, че Дионис е тракийски бог възприет в елинския пантеон, че траките са широко известни с производство на най-добри вина и любовта си към тях и че наистина виното от Тасос е било най-високо ценено и прочуто в античния свят и е имало тежки наказания в цяла Елада и после в Римската империя, за измамна продажба на вино с марка от Тасос, ако то не е произведено там.
При разкопки на древната Агора в Лимен са открити много паметници. Тук е търговският и политически център на Тасос, започнала да се строи през IV век пр.н.е. и постепенно завършена до II век. В нея около един открит площад се развива едно полузатворено, правоъгълно пространство, със страни 100 м и периметрични портици, докато в северната страна са поставени обществени сгради, храмове на богове и паметници. В източната страна на Агората за портиците, се намирали магазините, работилниците и складовете на Тасийците, вдясно и ляво от т.нар. Проход на Теорите. Най-значимите от тях са „Гробът на Глафкос“ от VII век пр.н.е., считан за основател на колонията, и споменатия „Коридорът на боговете“, известен и като „Проходът на Теорите“, построен през 470 г. пр.н.е., явно най-важен обект на агората предвид статуите открити там, както и исодомската зидария на околните постройки, които доказват, че е представлявал голям и внушителен комплекс.
Релефите от Прохода на Теорите с изображения на нимфи, грации, Аполон и Хермес са пренесени през турско време в 1863 г. от французина Е. Милер в Лувъра и днес са изложени там. На агората и наоколо са останките от светилищата на тракийските богове, влезли в елинския пантеон Дионис и Артемида, както и на Зевс Аластор (Agoraios), Херкулес и Посейдон, булевтериона (общинския съвет), четири заобикалящи я монументални галерии портика – стои, олтари, постаменти на статуи, кръгъл храм на Веста, базилика – съдебна палата, магазини, концертна сцена Одеон, а наблизо е разкрита част от южната крепостна стена на града. На хълма над агората е запазен достатъчно голям амфитеатър, който е действащ. В близост с храма на Зевс е кръглата основа с мраморни стъпала, където жителите на острова почитали прочутия Тасийски атлет Теаген, син на Тимоксен, за който се твърди, че е спечелил 1400 победи в панелински игри. Тук се намират стъпала от постаменти на статуи на Август и на Гай и Левкий Цезар. В северозападната страна на Агората се намира свещеният храм на споменатия Тасийски Зевс Агоревс. Югоизточно от агората е бил главният булевард на града, свързвал Прохода на Теорите с Храма на Херакъл. Част от пътя покрит с плочи е разкрит.
Над Прохода на Теорите, източно от агората се намира Храмът на Артемида, от най-древните на острова. През 1909 г. в храма са открити статуи на жени от Тасос, със знатен произход, пренесени през турско владичество в музея в Инстанбул. Над агората високо на върха е акропола – цитаделата на града, близо до която са храмовете на Атина и на Пан. На носа при морето под амфитеатъра е храма на Аполон Тесмофорион. Тасос изгражда още в VII век пр.н.е. на североизточния край на острова пристанищни съоръжения на „двойно пристанище“ – за военни, и за търговски и рибарски нужди, за да служи на военноморските сили и двата града и на нейните съюзници, като предна база на атинската лига в северно Бяло море, както и за нарастване на вноса и износа и търговски трафик. Пристанищата на острова са сред най-характерните и най-добре запазените древни пристанища в Гърция. Моловете на затвореното военно пристанището се формират от продължаването на крепостна стена към морето и са частично обхванати от съвременните кейове. Стената е 3 метра широка и е изработена от два реда шистови плочи запълнени с чакъл по средата, облечена с мраморни блокове върху каменните основи. Част от нея е запазена на височина до 2 м.
През елинистическата епоха крепостната стена на затвореното военно пристанище е подсилена с кръгли запълнени с блокаж кули с диаметър около 10 м в неговите ъгли и кухи при входа. На югозападната кула в морето е открит надпис, че е дарение от proxenos Heracleodoros. Военното затворено пристанище е притежавало навеси за съхраняването на корабите. Основите им образуват Π-образно помещение, 44 м дълго и 19 м широко за три триреми с дължина трирема 36 м и ширина 6 м, с три групи от кораби навеси от трите страни на пристанището – басейн, с капацитет от 50 бойни кораба, с колонади, поддържащи покрива и отделяне на градиентите на изтегляне. Укреплението на пристанището е от началото на V век пр.н.е. Навесите за кораби са датирани около средата на V век. В края на IV век пр.н.е. стената е подсилена с кръгли кули, точно както стената на земята е подсилена с квадратни такива. По време на раннохристиянската епоха IV – VII век нов сегмент на мола е изграден и входа на пристанището е изместен. Пристанището е изоставено след разрушаването на града в началото на VII век и започва да функционира отново от X век.
Молът на търговските пристанищна от началото на V век пр.н.е. е възстановен в IV век пр.н.е. и продължава да е в употреба до VII век. Пристанището на Тасос е много важно за изучаване на древни пристанищни съоръжения. Това е един от най-добре запазените примери от затворен тип пристанище, което се е развило, за да служи на морската отбраната на града заедно с опазването и акостиране на своите кораби.
След края на политическите размирици през V век пр.н.е., икономиката на Тасос укрепва – мореплавателство, търговия, експорт на мрамор и вино, рудодобив, особено на ценни метали. При нашествието на цар Дарий I на Балканите в 494 г. пр.н.е. укрепения добре Тасос устоял, но две години по-късно в 492 г. пр.н.е. заедно с останалата част от Тракия пада при нападението на Мардоний под господството на персийската империя. След битката при Саламин гърците от Атина сменят персите и в 478 г. пр.н.е. включнат тракийския остров в своя т.нар. Делоски морски съюз и му е вменено задължението да предоставя 33 триери и парична вноска-данък. Тасос въстава срещу чужденците през 465 г. пр.н.е. и напуска т.нар. Атински морски съюз, пратения веднага с флота експедиционен корпус на Кимон едва успява да сломи съпротивата му в морска битка, в която тасосци загубят 30 кораба. След дълга обсада, той най-накрая
завладява острова и след 2 години продължителни битки в 463 г. пр.н.е. възстановявя чуждата хегемония. Островът е жестоко наказан, загубва своите мини и колонии в Переята си и му е наложено да плаща тежка котрибуция, крепостта и флотът са унищожени. Гърците от Атина господстват над Переята до 448 – 447 г. пр.н.е. През 424 г. пр.н.е. станалият известен впоследствие с трудовете си атинянин от тракийски произход Тукидид, поради връзките и влиянието си в Тракия, е избран за стратег и изпратен начело на 7 кораба към тракийското крайбрежие прина остров Тасос, но в битката при Амфиполис претъпрява неуспех.
В 411 – 410 г. пр.н.е. гърците от Спарта нападат и превземат тасоските градчета по континенталния бряг, устоява само най-силния от тях – Кавала (Неапол) който същата година се обявява за независим въпреки съпротивата на Тасос, а в последния господства поставена и подчинена на гърците от Спарта олигархия. В 408 – 407 г. пр.н.е. 30 атинските кораби, командвани от атинския стратег Трасибул, побеждават тасоските военноморските сили и блокират града, принуждавайки Тасос да отново да приемам гарнизон и се върнете под господството на Атина. Бунтът срещу Атина е победен. Тасос е в окаяно състояние и е недееспособен, след много битки. В 404 пр.н.е. пак идват гърците от Спарта. Лисандър завладява Тасос, събра жителите в светилището на Херкулес
и всички поддържащи атиняните са убити. Командването на острова упражнява спартанския чужд губернатор (хармост) Етеоник с десет архонти. На тасосци са наложени високи данъци прибирани от Спарта и те са откъснати от Переята си където Неапол и Еион са под Атинско господство.
Следва пореден бунт и града е взет от Атина в 389 – 388 г. пр.н.е., но Тасос няма сили да се бори с пелопонеските завоеватели, победен е от гърците и принуден пак да се подчини на Атина. След поражението на Атинско-Спартанска в Пелопонеската война в 387 – 386 г. пр.н.е. в олигархичното управление на острова контролирано от Спарта идва отново. Атинския стратег Хабрий отново в 377 г. пр.н.е. налага Атинската хегемония. Икономиката на Тасос този път успява да се възползва от това развитие защото се възстановяват връзките с Перията му която е контролирана от Атина, но мерките и теглилките на свободния град са сменени с атинските и като валута се въвежда драхмата . Освен сребърни се секат и бронзови и златни монети. На много от тасоските тетрадрахми обаче закономерно стои тракийският бог Дионис.
Още след персийските войни, обитаващите северното Беломорие тракийските племена започват да оказват натиск над Тасос и контролираната от него крайбрежна зона земя. Тракийският владетел Терес I основава Царство на одрисите и Тасос попада под двойна зависимост, от една страна към Делоския съюз на Атина, а от друга към Одриското царство на което изпълнява различни ангажименти и плаща данък.
Макар че Филип II анексира острова през 340 – 339 г. пр.н.е., населението остава практически независимо, но Тасос окончателно губи територията си на континента. Все пак много жители гърци, изглежда бивши колонисти от Парос, се изселват в Парос. От 287 до 281 г. пр.н.е. Тасос е в царството на Лизимах. Филип V завладява острова през 202 г. пр.н.е., но е победен от римляните в 197 г. пр.н.е. при Киноскефали и Македония губи владенията си в Мала Азия и Гърция. В настъпилите размирни времена на граждански войни и опустошения от пиратски набези наложилите ред римски части са посрещнат почти като освободители на острова и наистина римският пъководец Тит Фламиний (Titus Quinctius Flaminius) през 196 г. пр.н.е. обявява свободата на всички полиси и Тасос става пак свободен полис. В 88 г. пр.н.е. Тасос е нападнат от войските на мощния противник на Рим Митридат VI Евпатор, но удържа агресията и ремляните му връщат крайбрежните градчета на континента т.нае. Перея. В 42 година пр.н.е. Гай Касий Лонгин загинал в битките за опазване на римския републикански строй е оплакан от Марк Юний Брут като „последния римлянин“ и е погребан на Тасос.
Основни изображения на монетите на Тасос са делфин, два делфина, сатир с нимфа, сатир с кантарос, глава на Дионис и коленичил Херакъл с лък. По земите и в музеите на днешна България се намират много монети, богати колекции от тетрадрахми на о. Тасос и Първа македонска област, особено тетрадрахми от типа с главата на Дионис, както и варваризирани подражания на монетите на Лизимах.
Тасос традиционно е определян за част от Тракия, което потвърждава и класификацията на неговите монети

### Средновековие
Първото свидетелство за покръстването е създаването на епископството на християнската църква в град Тасос. Епископът му участва в 325 г. в Никейския събор. Тасос под византийско управление страда много от средата на V век нататък от нашествия и пиратски набези, при които земята и населението са разорявани, държани под обсада, и претърпяват цели десетилетия на грабежи, унищожаване, разселване и поробване. Сред най-тежките завоевания са тези на вандалите в 467 г., на аварите през VI век, на сарацините, на арабски пирати от Триполи в 902 г., на сицилиански нормани, на кръстоносците, генуезците, венецианците и накрая на турците. През вековете, крайбрежните селища на острова са напълно изоставени, жителите се оттеглят в планинския регион. Още през X век, крайбрежието на острова е почти обезлюдено.
От VII век на острова пристигат, първо като нашественици, славяните, а българите го нападат през X век от 904 г. и в XII – XIII век.
От XII век той е под ударите на кръстоносците. Между 1122 и 1125 под папския флаг е атакуван от венецианския дож Доменико Микеле и 1204 по време на Четвъртия кръстоносен поход срещу Византия от дож Енрико Дандоло с венецианска и франкска армия на пътя ѝ към Константинопол. Неговият съратник и по-късно крал на Солун – Бонифаций I Монфератски владее острова три години, докато е заловен и убит от българите край днешния Златоград. Тасос е част от 1204 от Латинското Солунско кралство, но фактически се владее от хоспиталиерите и каталаните. От 1230 г. е под сюзеренитета на цар Иван Асен II, В 1261 – 1264 за потушаването на пиратските действия и съперничества между гърци, генуезци и венецианци от византийците са разположени военноморски части на островите в Бяло море, включително и в порта на древния град Тасос. В 1307 той е завзет от генуезкия авантюрист Тидедия (Tидисио) Закария използвайки каталаните на остров Тасос. Закария се защитава успешно срещу византийското нападение на флота, но трябва да се преклони в 1313 под византийска власт.
През 1327 г. ромейският император Андроник II Палеолог разселва на Тасос, Лимнос и Лесбос 2000 души куманска наемна войска, дадени му през 1321 г. от сръбския крал Стефан Милутин. Императорът разселва куманите заради опасения, че са влезли тайно в сговор със скитите (турците) за да разсипят Тракия.

### Феодално владение на Алексис и Йоан 1357–1394
Османският пират Алекси Белекоме от Витиния плячкосва Тасос през 1350 г., след което островът запада.
Скоро след това, в 1357 г. ромейският император Йоан V Палеолог предава острова и прилежащите земи на континента във феодално владение на двама братя – примикирият Йоан и великият стратопедарх Алексис. След смъртта на Алексис между март 1368 и февруари 1369 г., островът изпада в изолация и забрава. Неговият брат, примикирият Йоан с цената на много усилия и средства успява да възстанови благоденствието на острова. Ромейски кораби на Тасос с помощта на венецианска ескадра преследват през 1371–1373 г. турски пирати, атакували манастирите на Атон. Неумелата намеса на централната власт при решаване на неуредиците в подчинените на Йоан територии – Сярско, Христополи и Мигдония, кара Йоан да потърси политическа закрила при венецианците. Такава му е предоставена на 10 януари 1374 г. Към края на живота си Йоан завещава острова на атонския манастир Пантократор. Дъщеря му заедно с нейния съпруг Раул управлява острова до 1394 г.

### Генуезко владение 1414–1455
В 1414 г. островът попада в ръцете на Джиорджо Гатилузио, незаконен син на Франческо II от генуезката феодална династия Гатилузио, архонти на Лесбос, Самотраки, Енос и Фокея. Мануил II Палеолог подлага на тримесечна обсада Тасос, но след като през септември 1414 г. го превзема, оставя управлението в ръцете на Гатилузио. По това време архонт на Лесбос е вторият син на Франческо II Гатилузио, Дорино I Гатилузио, поел делата на фамилията след неочакваната смърт на баща си през 1403 г. При Дорино I островът е управляван от доверения слуга на Гатилузио Умберто Грималди. Към 1444 г. владетел на Тасос е Франческо III Гатилузио, син на Дорино. Франческо III умира през 1449 г., след което управлението на острова преминава в ръцете на Доменико Гатилузио, син на Дорино II Гатилузио. През тази епоха процъфтява търговията с Генуа, средиземноморските страни и черноморието.

### Османско владение 1479–1912
След падането на Константинопол в 1453 г. генуезката фамилия Гатилузио постепенно губи беломорските си владения. В опит да задържи Лесбос, през 1455 г. Доминико Гатилузио предава Тасос заедно с островите Имврос, Самотраки и Лимнос в ръцете на султан Мехмед II.
След кръстоносният поход на папа Клист III в 1457 г. османският гарнизон на Тасос пада и островът преминава за кратко във венециански ръце. През октомври 1459 г. османската експедиция на Заган паша връща Тасос на султана, след което жителите му са изселени в Цариград и островът опустява. През 1460 г. Димитър Палеолог получава островите Тасос, Самотраки и Имброс в отплата, че предава на османците Мореа. В 1466 г. по време на първата венециано-османска война адмирал Веторо Капело начело на венецианска ексадра от 25 кораба завзема Тасос. Венецианците държат острова до 1479 г., когато Тасос пада окончателно под османска власт.
През 1519 г. на острова са отбелязани само 5 населени места: Лиман хисар, Теологос (Богослов), Жени хисар, Булгаро и Какирахи (Калирахи). Местата Касавити (Принос) и Мари първо са споменати през 1570.
Османците отстъпили на гърците вътрешния самоуправление. През 1566 те избрат измежду от своите членове, местните кметове – мухтари кнезове, т.нар. Kotsampasides, които събират данъци, мита и такси за Султана. През XVI и XVII век османската власт е стабилна и благодарение на богатството на острова на злато, сребро, мрамор, дърво, зехтин и вино жителите на острова пак се замогват, както свидетелства пътешественикът Francesco Piazenza описва през 1688 г., и населението се увеличава значително, като се оценява в 1707 на 7000 – 8000 души, а броят на селищата от 12 до 15, но това не продължава дълго и скоро островът е разорен от пиратите и турските тегоби, крайбрежните селища са обезлюдени и оцелялото едва около 1/3 от предишното население се премества в гънките на планината.
По време на руско-турската война от 1768 – 1774 царска Русия изпраща кораби от своя балтийски флот в Средиземно море и води активни бойни действия в Белморието. Малко след битката при Чешме руска ескадра, водена от адмирал Григорий Спиридов дебаркира в Тасос и държи за кратко острова.
Султан Абдул Хамид I (1774 – 1789) действа към острова с голяма безотговорност и потисничество. Принудителният труд за сеч и транспорт, ограбване от пирати, гнет, тормоз и експлоатация от страна на османците и Kotsampasides води до пълна мизерия и голям смут. Честите пиратски нашествия накарали жителите да строят домовете си високо в планината, за да се крият, но да могат да виждат нашествениците отдалеч. Така много села се преселват из склоновете, сред боровите гори, но с прекрасна видимост към бреговете на Бяло море, а на брега остават само пристаните. Френският пътешественик Кузинери посетил острова в края на XVIII век от населението преди 70 години била останала само 1/3, той заварил там само 2500 жители в резултат на пиратството и султанското управление довели до мизерия.
Островът постепенно се възстановява, след като в 1813 е даден владение на управляващите Египет хадифи васални на Високата порта владетели арнаути от династията на Мохамед Али, което продължава до 1908 г. и младотурската революция, след това Тасос 4 години е управляван директно от Цариград до 1912 г.
След създаването на гръцката държава в 1830 г. започва инвазия на гръцки търговци и моряци от материка и заселването на много от тях на острова. В януари 1847 г. е открито гръцко консулство, което да защитава интересите на Гърция и да отстоява елинизацията, първият консул за острова е Аргирос Морайтопулос, който назначава такъв за селищата Булгаро и Калирахи лекаря Анастаси Константин.

### Войните в началото на XX век
През Балканската война и на приключилата я Лондонска мирна конференция се разгаря остър спор за остров Тасос. България, овладяла Кавала и околното беломорско крайбрежие, от което той отстои само на 6,7 km, иска тракийския остров, част от Македония, попадащ в най-близките крайбрежни води, да бъде включен в територията ѝ. Гърция, окупирала острова на 20 октомври 1912 г. след десанта на частта на капитан Димитриос Кондарос, заел селата Панагия, Потамия и Теологос с войски от ескадрата на адмирал Павлос Кундуриотис, също иска да го присъедини. Османската империя от своя страна предявява категорични искания да запази острова и в Лондон е решено принадлежността му да се определи впоследствие от Великите сили. Избухналата Междусъюзническа война оставя въпроса висящ. През февруари 1914 г. с ноти до Гърция и Турция Великите сили оповестяват решението си повечето от островите, включително Тасос, да преминат под гръцки суверенитет. Младотурците обаче отказват да признаят това решение и отношенията между Атина и Цариград дотолкова се изострят, че само избухването на Първата световна война предотвратява нова война между тях. След нея със Севърския мирен договор от 10 август 1920 г. между Антантата и Османска Турция се потвърждава гръцката принадлежност на остров Тасос, но той също е отхвърлен от Турция и едва след още една, макар загубена от Гърция, гръцко-турска война 1919 – 1922 г. турците ѝ отстъпват острова чак с Лозанския мир от 24 юли 1923 г.
След Малоазийската катастрофа на гръцката военна интервенция в Турция в 1922 много бежанци от там са заселени от правителството на острова, предимно в крайбрежните градове Лимен и Лименария, като е национализирана собствеността на тасоските монашески имоти, които са им раздадени като на безимотни. Впоследствие от Тасос започва голямо преселение на коренни жители към континента и тръгва и вълна от емиграция предимно към САЩ.
През 1903 г. германският индустриалец Фридрих Шпейдел получава от турския Султан концесия за експлоатация на руда на Тасос.
Участъците за добив на цинкова руда смитсонит (каламин). В концесионните участъци определени от хедива в Кавала включват западната и южната част на острова. Многобройните минни работи вдигат благосъстоянието на острова и по-специално на жителите в Лименария и Сотирос с откритите голям брой работни места. Първата световна война през 1914 г. обаче слага край на добива на минната компания Friedrich Speidel, а когато френските войски през 1916 г. в македонската кампания на Антантата, заемат острова и изграждат тук военноморска база, в Лименария идва хаоса на войната. Съоръженията и сградите Speidel'schen до голяма степен са разрушени и ограбени в 1916/1918 г. През 1925 г. Гърция прави свои търгове за минните концесии на Тасос, спечелени от белгийската компания Vieille Montagne. Голяма част от работниците пак са наети, започва ремонт на унищожените съоръжения на Speidel'schen, но възобновеното в някакъв обем производство продължава само до 1933 г., след което всичко пак потъва в разруха.

### Българско управление и налагането на централната гръцка власт след него
На 7 май 1941 г. e заповядвано Втора армия, командвана от генерал Иван Марков, да заеме изцяло Беломорската област, включително островите Тасос и Самотраки. Още на 30 април 1941 г. Богдан Филов е определил Илия Кожухаров за областен управител на Беломорието. Светият Синод на свое заседание на 29 април 1941 г. решава Беломорието да име две епархийски ведомства: 1. Маронийската епархия – градовете Гюмюрджина, Дедеагач, Димотика, Ксанти, Софлу и Фере с прилежащите им села, с временно управляващ епархията до окончателно установяване митрополит Кирил Пловдивски. 2. Струмишко-Драмската епархия – градовете Баракли Джумая, Демирхисар, Драма, Кавала, Пехчево, Радовиш, Сяр, Струмица с прилежащите им села, с управляващ епархията митрополит Борис Неврокопски.
На 8 май 1941 г. новият командир на 2-ра армия генерал Константин Лукаш разпорежда административните власти и българската полиция да заемат служебните си места в освободените райони. Войската дебаркира на 15 май в главното селище на острова – Лимен и заема Тасос. Десета пехотна беломорска дивизия организира отбраната на морския бряг от вражеско нападение и противников десант със зона на отговорност – заетия от нея участък между реките Струма и Места на материка, а също така и на Тасос. Непосредствената охрана на Беломорския бряг и брега на островите се предоставя на полковник Георги Ковачев като командир на отряда, носещ името „Беломорска отбрана“, който е в подчинение на командира на 1-ва армия.
Към края на юни 1941 г. създадената в Царството нова Беломорска област с административен център Ксанти се разпределя на 11 околии: остров Тасоска, Дедеагачка, Гюмюрджинска, Ксантийска, Саръшабанска, Кавалска, Драмска, Сярска, Демирхисарска, Зиляховска и Правишка.
Към 21 юли Тасос е гарнизон на пехотна дружина от Двадесет и пети пехотен драгомански полк и 1 пех. рота от Двадесет и четвърти пехотен черноморски полк с опорни пунктове – Боровец (Лимен), Скала Прину, Лименария, Архангел Михаил (над западния залив при манастира) и при Скеля Богородица (Скала Панагия – дн. с. Хриси Амудия Хρυση Αμμουδια – Златни пясъци). От октомври 1942 острова се отбранява от 1 дружина морска пехота усилена с една пехотна рота, след март 1943 г. подразделенията на Единадесета пехотна (носила името „Македонска“ в предходната война) дивизия, които са на о. Тасос и Самотраки, се изтеглят и заемат мястото си в полосата на дивизията. Те са сменени на Тасос от сборна опълченска дружина, мобилизирана и изпратена в подчинение на командира на Беломорския отряд полк. Трифон Трифонов, към тях от януари 1944 са придадени 1 картечна дружина от шестдесет и втори пехотен полк, 1 – 47 мм бронеизтребителен взвод и 1 – 7,57 см батарея. Щабът, главната база, и корабостроителница на командвания от капитан I ранг Димитър Дудев Български беломорски флот са само на няколко мили в Кавала на отсрещния бряг и неговите съдове също охраняват острова и акостират в пристанищата му. По време на българското управление на Тасос за Българския Беломорския Флот работи и корабостроителница в гр. Боровец (Лимен) основана от български предприемачи начело със Стоян Николов, където се строят военноморски съдове. За 3 години там са завършени седем 160-тонни и един 30-тонен транспортни кораба, моторни и спасителни лодки, още два кораба остават наполовина завършени, когато след септемврийския комунистически преврат в София през октомври 1944 г. българските власти са принудени да оставят острова.
По време на българското управление в църквите и училищата на острова станал част от територията на България и диоцеза на БПЦ официално се служи и преподава на български език. В църквите освен българските са преназначени и местни гръцки свещеници на издръжка от БПЦ на които е допуснато наред с българския да ползват и гръцки. Църква, която се е служило на български в Лименас, е изящната „Св. Марина“ (сега „Св. Никола“), до античната агора и старото класно училище до нея понастоящем основно училище (Δημοτικό Σχολείο Λιμένα Θάσος), на български се служи и в останалите църкви и манастири и се преподава и в другите училища на острова. Запазена е голямата българска казарма в Лименария на южния бряг на острова, фактически препостроена в 1941 г. от българската войска след съсипването ѝ от френската армия в предишната война и саморазрушението, на което я изоставя в 1933 г. белгийският концесионер, построена в 1903 г. централа на германската минна компания Speidel – това е внушителната жълта сграда с кули над пристанището, наричана „Замъка“ или двореца (Παλατάκι) на Лименария. Българската казарма и сгради заедно с целия военен район на българското поделение, се превръща в съвременен култерен център с парк, но след разходи от 600 000 €, проектът остава незавършен и в 2005 г. Дирекцията по изграждането SAMM е закрита. На отсрещното миниатюрно живописно хълмче, разделящо пристанището на градаца от плажа, запазеният бетонен пръстен на българския картечен пост увенчаващ върха на покритата с борове устроена като миниатюрен парк скала е основната атракция и любимо място на туристите и местните младежи, оттук се разкрива прекрасната панорама на града с българската казарма, пристанището и плажа, към простора на Бяло море и върховете на Света гора от другата страна на залива.
За каквато и да е конфронтация и борба на EAM, ELAS, Elan, НООМ или местни хора срещу българската власт на Тасос няма нито едно съобщение от която и да е страна. Само няколко месеца обаче след оттеглянето на българската администрация и армия и подписването на 12 февруари 1945 на известния Договор от Варкиза върху Тасос се разпростира установената в цяла Гърция системата на терор, мъчения, принудинителни подписки, експулсиране, и затворнически лагери, макар осъдени на много години затвор и смъртни присъди да са рядкост. Първата жертва на Тасос след Варкиза е Laskarouda Sakouli , млада жена, която е убита по време на демонстрация пред полицейския участък в Теологос. След това в планината излизат въоръжени отряди на лявата Национална общогръцка огранизация на младежите и започват откъслечни схватки с гръцката полиция. В суровата зима на 1946 – 47 се разразяват тежки битки. Части на държавното управление, състоящи се от над 100 полицаи и жандармеристи, са изпратени на Тасос. По това време на острова 50 на 70 леви бойци формират отряд, готов за решителни битки ползващ се със силната подкрепа на населението. Политическото ръководство на бунтовниците приема тактиката да организира силите си на малки партизански единици. През 1947 г., един от лидерите на левите Агамемнонас Фотиу, е предаден и убит в областта на с. Панагия. В планините до Теологос от края на 1948 действа група от 5 – 7 бойци на Димитри Манолицос. За неутрализирането ѝ накрая е употребена военна сила от около 700 мъже. Това не е постигнато до май 1950 г., 10 месеца след края на гражданската война, когато всички оцелели партизани успяват да преминат в Керамоти и бягат от там в страните от Източна Европа. Тасос пострадал чувствително от гражданската война след 1950 г. и задълго е обханат от глад и борба за оцеляване.

## История на минното дело на Тасос
Най-ранният добив на острова датира от около 13 000 г. пр.н.е., когато палеолитни миньори добиват охра като изкопават проходки на мястото на желязната мина от модерната епоха в местността Tzines в района на Лименария, на 15 над скала Мариес за добив на лимонит. Добиването на основни и благородни метали започват още траките, през VII век пр.н.е. го разработват финикийците, последвани от IV век от гърците и след това римляните. Минното дело е установено по многото нагар от находища за олово и сребро, въпреки че има немалко злато и мед. По-късно минни компании като Speidel (1905 – 1912) и Vielle Montagne (1925 – 1930) добиват Zn-Pb (каламин). През 1905 г. немска металургична фабрика е издигната в Лименария за обработка на каламин. Изчислено е, че общото производство на минерална руда през периода 1905 – 1964 е около 2 милиона тона каламин (12% Zn + Pb) и 3 милиона тона желязна руда (44% Fe). От 1964 г. няма минна дейност на острова. Ново проучване се прави през 1976 г. от IGME за идентифициране на скрити източници на метални руди. По това време мраморните кариери са единственото добивано непрекъснато от античността богатството на Тасос.

## Забележителности и плажове
- Лименас – агората и римските руини на театъра, акропола високо над града, останки от храмове и пр., Калугерико – метохът на Ватопедския манастир построен от монасите в XIX век и т.н. Близо до пристанището на Лименас се намират руините на древния централен пазар – агората, която е била основното средище за търговия и социални контакти. В непосредствена близост до археологическия музей се намират светилищата на Артемида и Дионис, а нагоре по хълма са разположени Акрополът, храмът на Атина и античният театър, построен през V век пр.н.е. и е побирал поне две хиляди зрители. През I век театърът е ремонтиран от римляните, за да може да се използва за гладиаторски игри. В наши дни там всяко лято се играят представления – главно антични трагедии.[41]
- Археологически музей на Тасос в град Тасос и големия Курос изложен в него
- Общински музей „Полигнотос Вагис“ – музей в Потамия на родения на Тасос американски скулптор Полигнотос Вагис
- Етнографски музей на Лименария
- Етнографски музей в Калирахи
- Село Теологос – къща на Хаджи Георги кмет на остров Тасос вдигнал бунта в 1821 г., превърната във фолклорен музей. Селото е основано от бежанци от Константинопол през XVI век и е главно селище на острова до края на османската власт. Намира се на десетина километра от центъра на Потос (х-л „Олимпион“). Теологос е обявен за културна столица от гръцкото правителство през 1979 г., което означава, че строителството или реконструкцията на съществуващите сгради е ограничено, за да се запази автентичният му вид. Селото също така е съхранило много народни традиции и все още произвежда своите маслини, зеленчуци, алкохол и агнешко месо, така че ако седнете в местна таверна, почти сигурно ще опитате местната продукция.
- Музей на зехтина и с.Панагия (Богородица). Известно с каменните си къщи и покриви, изобилието от течаща вода и калдъръмените улици. Улички на Панагия, са с такава ширина, че на някои места трудно може да премине дори и мотопед. Построени са през епоха, при която транспортът на хората и на стоките се е извършвал с магарета. Всяка година на 15 август се организира голямо празненство в чест на празника на Успение Богородично. Друг известен празник в село Панагия е деня преди празника на Вси Светии, когато жените от селото приготвят курбан от козе месо и сварено жито. Приготвянето на храната се извършва навън, в двора на църквата, и се раздава на вярващите след края на литургията. На много места има извори, като най-известният е „Изворът на любовта“ в края на тясна и много зашумена уличка. На няколко километра от селото в посока Хриси Амудя е „Дракотрипа“, пещера със сталактити и сталагмити, чиято дължина все още не е напълно изследвана.
- Музей на маслината и зехтина в Скала Прину. Модерен музей, представя производството на зехтин, фотографска изложба, изложба на около 40 от 130-те известните съвременни видове зехтин, както и дегустационна зала. Всеки понеделник сутринта, става уличният пазар на Принос, немалка атракция за посетителите на Тасос. На пазара се предлагат голямо разнообразие от ядки, пресни плодове и зеленчуци, кожени изделия, обувки, дрехи и домакински пособия.
- Микрос и Мегалос Принос се намират на 4 – 5 км от Принос към вътрешността на острова, един от най-красивите и живописни села тук. Малките и тесни калдъръмени улички, каменни къщи с дървени тераси и балкони и изрисувани тавани. Въпреки че и двете села са видели много славни времена в миналото, когато хората са живели и работили тук, защитени от пирати, върлували в низината и в морските селища, в днешно време са по-скоро изоставени. Все още се виждат останките от старото училище с голям принос в историята на острова, старите имения и църкви. Перфектното място за почивка сред звуците на природата и течащите води е обядът или кафето под чинарите на централния площад на Големия Казавити.
- Манастир „Архангел Михаил“ е най-големият манастир на Тасос в близост до Алики. Той е женски и основен обект за посещение от туристите и поклонниците.
- Манастир „Свети Пантелеймон“ е построен през 1843 г. манастир от 1987 г. Намира се във вътрешността на острова, в близост до с. Казавити.
- Манастир „Успение Богородично“ е по пътя за Мариес и в него живеят само един или двама монаси.
- Кастро – времето на основаване на крепостта се губи в праисторията, средновековната крапост е вдигната от венецианския Джакопо Кателуци в 1414 г.
- Остров Крамбуза срещу Скала Потамия. Гъстата растителност прави невъзможно опознаване на всички части от него. Пространството му е пълно с диви растения, наричани „Krambi“. Малката църква „Свети Данаил“ се намира на върха на хълма. Жителите посещават тази църква в деня на светеца всяка година.
- Залив на русалките „Алики“. Малкото рибарско селище е на полуостров, заключен между два залива, и самото място е невероятно красиво. Това е един от най-популярните плажове на Тасос. Водата е кристално чиста и това е прекрасно място за всички – деца, плувци и просто излежаващи се на брега. Над плажа са руините на старо светилище и селище от VI в. пр.н.е. и две раннохристиянски базилики, построени с материали от храмовете, на носа. Над светилището има пещера, в която са открити дарове за боговете и от най-бедните, напр. рибарски куки. Смята се, че селището е било много проспериращо заради мраморните кариери, чиято работа е прекъсната внезапно, вероятно след земетресение. Полуостровът в древността е бил доста по-голям, но добивът на мрамор е намалил площта му. Скалите са прекрасно място за къпане, но има опасност от многобройните морски таралежи. Все още могат да се видят останки от постланата с мрамор пътека „marmarostrata“, водеща към храмовия комплекс, както и недообработени мраморни блокове.

## Личности
- Архилох Тасоски – гръцки военачалник, воювал с траките на острова, неуспешно се опитал да разшири колонията, разбит от тях.
- Херодот – живял и описал острова в края на V век пр.н.е.
- Теаген Тасоски (Θεαγένης ό Θάσιος) – прочут античен спортист – боксьор (панкратист), бегач, атлет и пр. Победител в 75-ата Олимпиада в 480 г. пр.н.е. и в 76-ата в 476 г. пр.н.е. Спечелил според една легендата над 1300, а според друга над 1600 победи на Олимпийските, Питийските, Немейските, Истмийските и пр. игри, почитан от траки и елини, считало се е, че статуята му лекува болните от треска, но убила един непочитащ го гражданин, заради което била осъдена за убийство и хвърлена в морето, но след време я извадили и поставили отново заради пророчеството на Делфийския оракул, че ако не го сторят неурожай заплашва острова.
- Стесимброт Тасоски (Στησίμβροτος ό Θάσιος; ок. 470 – 420 г. пр.н.е.) – софист, историк, противник на Перикъл, вероятно негова творба е записана Дервентския папирус.
- Полигнот Тасоски (Πολύγνωτος ό Θάσιος) – виден античен художник, 462 г. пр.н.е. по покана на Кимон пристигна в Атина, където рисува стенописи в Стоата, храмовете на Кастор и Полукс, и на Тезей. На тях изобразява битката на атиняните със спартанците, битката на Тезей с амазонките, разрушаването на Троя и битката при Маратон. Най-популярните му картини били тези в Лесхии, в Делфи, изобразяващи превземането на Троя, отплуването на ахейците от този град и посещението на Одисей в подземното царство. Фигурите в картините му са рисувано само с контур и боядисани едва в няколко цвята, които се открояват на цветната основа на стените. Въпреки пълната липса в тях на моделиране на човешкото тяло и на перспектива, те в историята на живописта са значителна стъпка напред, тъй като според легендата маркират ритъма на композицията, благородството на формите и изразителност – качества, които липсват в творбите от архаичния период.
- Хегемон Тасоски (Ἡγήμων ό Θάσιος) – живял по време на Пелопонеските войни (435 – 404 г. пр.н.е.) драматург, автор на недостигналата до нас комедия „Филинна“, първи започнал да пише и въвел пародията като жанр.
- Леодамант Тасоски (Λεωδάμας ο Θάσιος) – математик, близък до Платон, живял около 380 г. пр.н.е. Според коментарите на Евклид от Прокъл, благодарение на него, на Архит Тарентски и на Теетет Атински, „се увеличил броя на теоремите и геометрията придобрила по-научнен и систематичен характер“.
- Георги Янев Андонов, 1916 г. роден и отраснал на о. Тасос – деец на БКП, партизанин в ЕЛАС 1943 – 1944 и 1947 – 1949 г.[42]
- Спас Виселчев (Висулчев) – кмет на с. Касавити, братовчед на Бойка Вапцарова (съпругата на Никола Вапцаров), закриляна и живяла на острова при него в 1942 г.[43][44].
- Стоян Николов – български предприемач, основател на българската корабостроителница в гр. Боровец (Лимен), строила съдове за гражданския и военния беломорски флот в 1941 – 1944 г.[35]

## Фотогалерия
- Тасос, пристанището на Лименас
- Плажът на Макриамос
- Църквата в Панагия
- Новата църква на манастира 'Свети Архангел Михаил'
- Заливът под манастира
- Пристанището на Лименас
- Улица със заведение в Лименас
- Ресторант в Панагия
- Паметник в Лименас
- Пристанищната улица в Лименас
- Пристанището на Лименас
- Пристанището на Лименас